# Ghighiu
Ghighiu – wieś w Rumunii, w okręgu Prahova, w gminie Bărcănești. W 2011 roku liczyła 755 mieszkańców.